# The Challenger
The Challenger (US-Titel: The Challenger Disaster, alternativer Titel: Challenger – Ein Mann kämpft für die Wahrheit) ist ein Fernsehfilm mit William Hurt aus dem Jahr 2013 über Richard Feynmans Untersuchung der Challenger-Katastrophe vom 28. Januar 1986. Die Produktion der BBC, des Science Channels und der Open University hatte am 12. Mai 2013 auf BBC2 Premiere.

## Handlung
Nobelpreisträger Richard Feynman, eine lebende Legende, ist immer noch unterrichtend tätig und wird von seinen Studenten verehrt. Er gilt jedoch als schwieriger Charakter, der nicht immer gut mit anderen Menschen umgehen kann. Als die Raumfähre Challenger im Januar 1986 kurz nach dem Start auseinanderbricht, wird er nach Washington, D.C. eingeladen, um an der Untersuchung des Unglücks mitzuwirken.
Der Kommission gehören auch Sally Ride und Neil Armstrong an. Bereits in der ersten Sitzung versucht der Leiter William P. Rogers, eine Richtung vorzugeben, die das Image der NASA intakt halten soll. Feynman, dem dies widerstrebt, besichtigt alleine den NASA-Standort in Huntsville (Alabama), wo ihm Techniker und Ingenieure argwöhnisch begegnen. Einige versuchen sogar, die Untersuchungen zu verhindern. Feynman prophezeit ihnen, dass es ohne Untersuchungsergebnisse keine Flüge mehr geben werde.
In Cape Canaveral werden derweil alle Teile der zerstörten Raumfähre zusammengetragen, und auch dort wird versucht, Informationen der Öffentlichkeit vorzuenthalten. Dies sorgt erneut für Spannungen zwischen William Rogers und Feynman, der Rogers gegenüber klarstellt, dass er sich nicht gängeln lasse, da er eine Verpflichtung gegenüber den Astronauten habe, die vermutlich noch lebend und mit vollem Bewusstsein ins Meer gestürzt seien. Als Atheist halte er nichts von der „touched-the-face-of-God-Rhetorik“ von Präsident Reagan.
General Donald Kutyna, der auf angenehme Art anders wirkt, holt Feynman wieder ins Boot. Bei einer Anhörung meldet sich Allan McDonald vom Feststoffraketenprojekt bei Morton Thiokol als Whistleblower. Er teilt den Anwesenden mit, dass von der NASA enormer Druck auf Thiokol ausgeübt und so der Start trotz Warnungen durchgezogen wurde. Feynman will Fragen stellen, doch er trifft auf eine Mauer des Schweigens; massive Wirtschaftsinteressen und die nationale Sicherheit werden vorgeschoben.
Seine Notizen, die von seinem Hotel an die Kommission weitergeleitet werden sollten, sind verschwunden. Der fast 68-jährige Feynman ist nicht nur seelisch, sondern auch körperlich der Aufgabe kaum noch gewachsen. Er ist angewidert von den politischen Ränkespielen hinter der Kommission, hat Schwächeanfälle; zudem teilt ihm sein Arzt eine Krebsdiagnose mit. Dennoch arbeitet er aus Verantwortungsgefühl weiter. Seine Frau ist entsetzt darüber, akzeptiert aber schließlich seine Entscheidung. Feynman kehrt nach Washington zurück, während von der Presse über einen terroristischen Hintergrund spekuliert wird. Er händigt der Kommission seine Ergebnisse aus und geht davon aus, dass diese vernichtet werden.
Schließlich kommt es zu einer abschließenden Anhörung, die im Fernsehen übertragen wird. Hier geben sich die NASA-Vertreter realitätsfern und in keiner Weise selbstkritisch. Feynman wirft ihnen Versagen vor und demonstriert anhand eines in Eiswasser gelegten Stücks Gummi, wie die O-Ringe unter Kälte ihre Elastizität verlieren und unzuverlässig werden. Bei der Übergabe des Untersuchungsberichts, dem Feynmans Minderheitenvotum beigeheftet ist, an den Präsidenten sprechen General Kutyna und Feynman noch einmal miteinander: Kutyna drückt sein Bedauern aus, die knapp gewordene Lebenszeit des todkranken Feynman durch die Kommissionsarbeit verschwendet zu haben, was dieser jedoch als unwahr zurückweist.
Der Film endet mit Einblendungen: Sally Ride war – wie von Feynman bereits vermutet – die Astronautin, die Kutyna den Tipp mit den O-Ringen gegeben hat; Kutyna arbeitete erfolgreich an einem militärischen Programm. Allan McDonald arbeitete weiter für die NASA und verbesserte die folgenden Space-Shuttle-Modelle. Feynman erlag zwei Jahre später seinem Krebsleiden.

## Grundlage
Der Film beruht auf zwei Büchern:
- Richard Feynman, Gweneth Feynman, Ralph Leighton: [[What Do You Care What Other People Think?]]. W. W. Norton, 1988, ISBN 0-393-02659-0 (englisch). (dt. Kümmert Sie, was andere Leute denken? Piper, 1991, ISBN 978-3-492-03371-8.)
- Allan J. McDonald, James R. Hansen: Truth, Lies and O-Rings. University Press of Florida, 2012, ISBN 978-0-8130-4193-3 (amerikanisches Englisch).

## Weiteres
Gelegentlich werden Originalmitschnitte der Fernsehaufnahmen und Reden von Präsident Ronald Reagan gezeigt. Im US-Fernsehen lief der Film am 16. November 2013 auf dem Discovery Channel und dem Science Channel.

## Kritik
Bei Rotten Tomatoes wurden 13 Kritiken ausgewertet. Der Film hat hier eine positive Bewertung von 92 %.

## Auszeichnungen
- Online Film & Television Association 2014
  - Nominiert für den OFTA Television Award als bester Spielfilm
- Prix Europa 2014
  - Zweiter Platz bei der Wahl zur Special Commendation 	TV Fiction
- Royal Television Society 2014
  - RTS Television Award als bestes Drama